# Lisle (Dordogne)
Pour les articles homonymes, voir Lisle.
Pour les articles ayant des titres homophones, voir L'Isle et Lille.
Lisle est une commune française située dans le département de la Dordogne, en région Nouvelle-Aquitaine.

## Géographie

### Généralités
Dans le quart nord-ouest du département de la Dordogne, la commune rurale de Lisle est essentiellement située en rive gauche de la Dronne, principal affluent de l'Isle, qui arrose le territoire communal sur six kilomètres et demi, dont trois kilomètres et demi servent de limite face à Grand-Brassac. Seule une zone d'environ 130 hectares, au niveau du lieu-dit la Monerie, se trouve en rive droite.
À l'intersection des routes départementales (RD) 1 et 78, le bourg de Lisle est situé, en distances orthodromiques, douze kilomètres au sud-ouest de Brantôme et dix-sept kilomètres au nord-ouest de Périgueux.
La commune est également desservie au nord par la RD 2 et au nord-ouest par la RD 2E4.

### Communes limitrophes
Lisle est limitrophe de cinq autres communes. À l'extrême nord, le territoire de Creyssac est distant de moins de 100 mètres et celui de Paussac-et-Saint-Vivien d'environ 130 mètres. Au sud-est, celui de La Chapelle-Gonaguet est éloigné de 350 mètres.
Les communes limitrophes sont Bourdeilles, Bussac, Grand-Brassac, Mensignac et Tocane-Saint-Apre.
| Grand-Brassac     | Bourdeilles |        |
|                   | Lisle       | Bussac |
| Tocane-Saint-Apre | Mensignac   |        |

### Géologie et relief

#### Géologie
Situé sur la plaque nord du Bassin aquitain et bordé à son extrémité nord-est par une frange du Massif central, le département de la Dordogne présente une grande diversité géologique. Les terrains sont disposés en profondeur en strates régulières, témoins d'une sédimentation sur cette ancienne plate-forme marine. Le département peut ainsi être découpé sur le plan géologique en quatre gradins différenciés selon leur âge géologique. Lisle est située dans le troisième gradin à partir du nord-est, un plateau formé de calcaires hétérogènes du Crétacé.
Les couches affleurantes sur le territoire communal sont constituées de formations superficielles du Quaternaire datant du Cénozoïque et de roches sédimentaires du Mésozoïque. La formation la plus ancienne, notée c2c, date du Turonien moyen à supérieur, composée de calcaires cryptocristallins, calcaires gréseux à rudistes et marnes à huîtres et à rhynchonelles, localement grès et sables jaunes (feuille de Terrasson). La formation la plus récente, notée CFvs, fait partie des formations superficielles de type colluvions carbonatées de vallons secs : sable limoneux à débris calcaires et argile sableuse à débris. Le descriptif de ces couches est détaillé dans  la feuille « no 758 - Périgueux (ouest) » de la carte géologique au 1/50 000 de la France métropolitaine, et sa notice associée.

Carte géologique de Lisle.

#### Relief et paysages
Le département de la Dordogne se présente comme un vaste plateau incliné du nord-est (491 m, à la forêt de Vieillecour dans le Nontronnais, à Saint-Pierre-de-Frugie) au sud-ouest (2 m à Lamothe-Montravel). L'altitude du territoire communal varie quant à elle entre 76 m au sud-ouest, là où la Dronne quitte la commune pour servir de limite entre Grand-Brassac et Tocane-Saint-Apre, et 217 m à l'extrême sud-est, à la Croix Rouge, en limite des communes de Mensignac et Bussac.
Dans le cadre de la Convention européenne du paysage entrée en vigueur en France le 1er juillet 2006, renforcée par la loi du 8 août 2016 pour la reconquête de la biodiversité, de la nature et des paysages, un atlas des paysages de la Dordogne a été élaboré sous maîtrise d’ouvrage de l’État et publié en octobre 2020. Les paysages du département s'organisent en huit unités paysagères et 14 sous-unités. La commune fait partie du Périgord central, un paysage vallonné, aux horizons limités par de nombreux bois, plus ou moins denses, parsemés de prairies et de petits champs.
La superficie cadastrale de la commune publiée par l'Insee, qui sert de référence dans toutes les statistiques, est de 17,97 km2,,. La superficie géographique, issue de la BD Topo, composante du Référentiel à grande échelle produit par l'IGN, est quant à elle de 18,65 km2.

### Hydrographie

#### Réseau hydrographique
La commune est située dans le bassin de la Dordogne au sein du Bassin Adour-Garonne. Elle est drainée par la Dronne, la Donzelle et la Valade, qui constituent un réseau hydrographique de 14 km de longueur totale,.
La Dronne, d'une longueur totale de 200,56 km, prend sa source dans la Haute-Vienne dans la commune de Bussière-Galant et se jette en rive droite de l'Isle — dont elle est le principal affluent — à Coutras en Gironde, au lieu-dit la Fourchée, face à la commune de Sablons,. Elle traverse la commune du nord-ouest à l'ouest sur six kilomètres et demi, dont trois kilomètres et demi servent de limite face à Grand-Brassac.
La Donzelle, d'une longueur totale de 10,29 km, prend sa source dans la commune de La Chapelle-Gonaguet et se jette dans la Dronne en rive gauche à Lisle. Elle traverse la commune du nord-est au nord-ouest sur près de six kilomètres.
Son affluent de rive droite le ruisseau de la Valade arrose le nord-est du territoire communal sur 140 mètres.

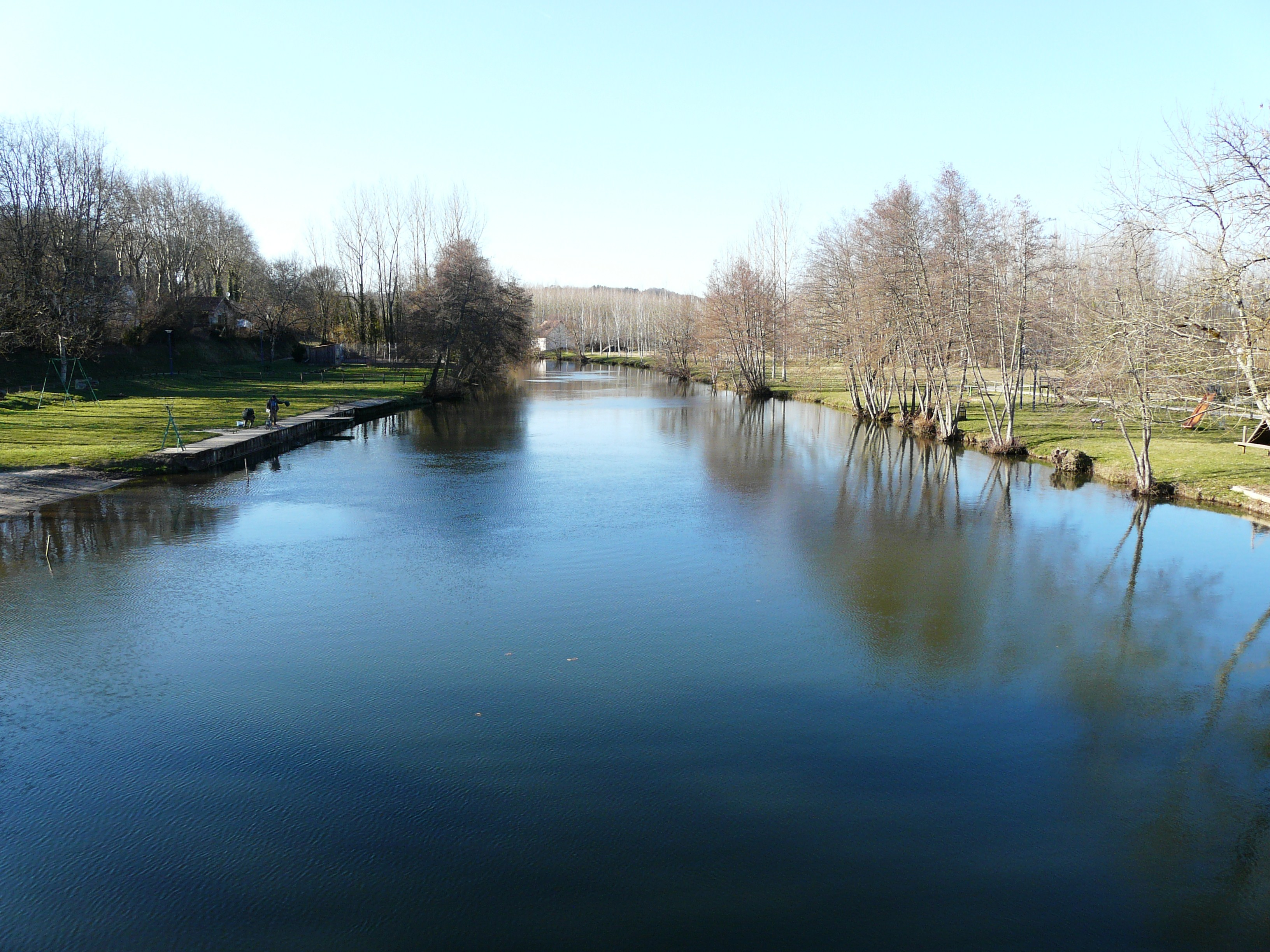
La Dronne au pont de la RD 1.
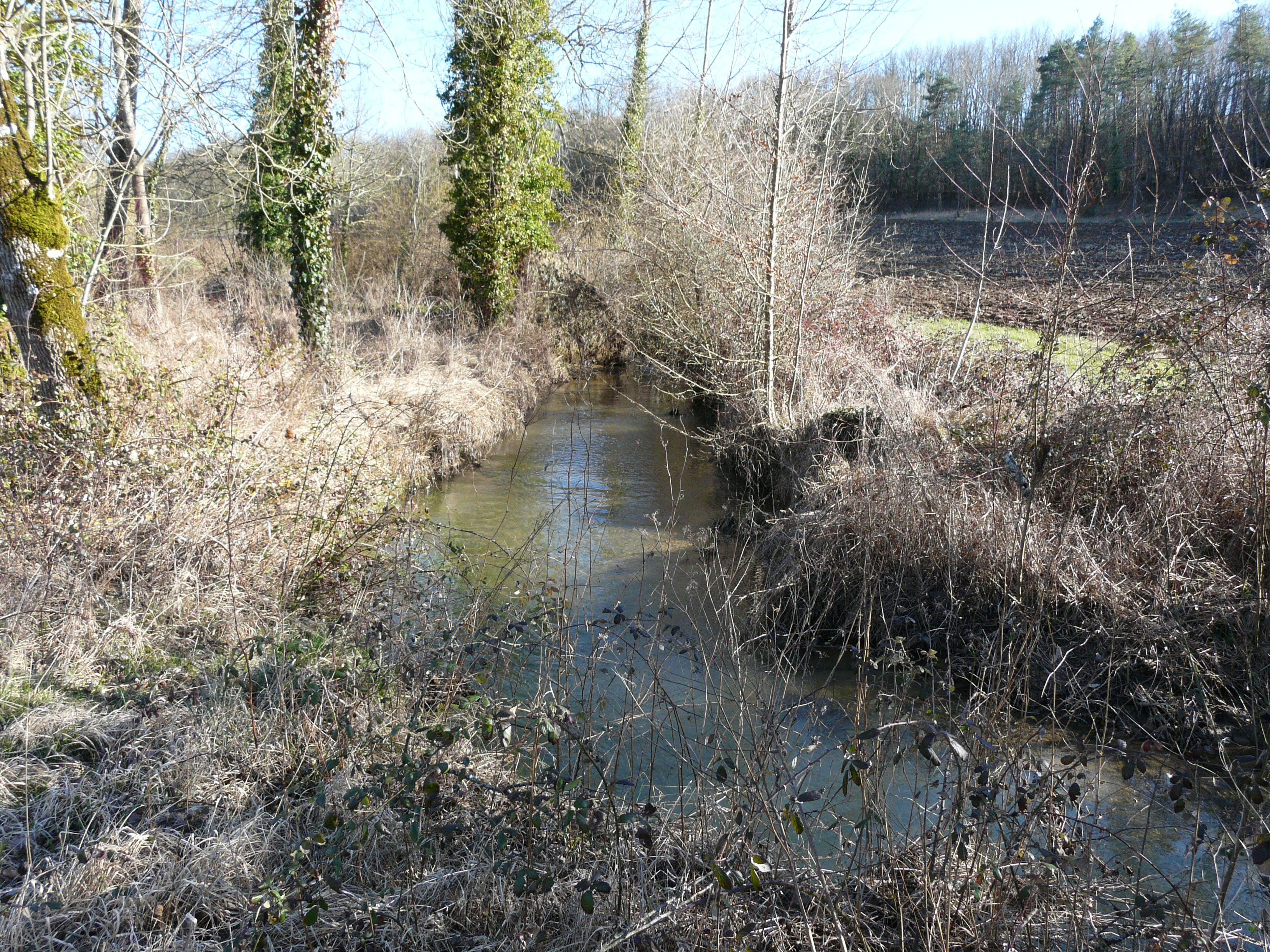
La Donzelle près de la Coufénerie.
Réseaux hydrographique et routier de Lisle.

#### Gestion et qualité des eaux
Le territoire communal est couvert par le schéma d'aménagement et de gestion des eaux (SAGE) « Isle - Dronne ». Ce document de planification, dont le territoire regroupe les bassins versants de l'Isle et de la Dronne, d'une superficie de 7 500 km2, a été approuvé le 2 août 2021. La structure porteuse de l'élaboration et de la mise en œuvre est l'établissement public territorial de bassin de la Dordogne (EPIDOR). Il définit sur son territoire les objectifs généraux d’utilisation, de mise en valeur et de protection quantitative et qualitative des ressources en eau superficielle et souterraine, en respect des objectifs de qualité définis dans le troisième SDAGE  du Bassin Adour-Garonne qui couvre la période 2022-2027, approuvé le 10 mars 2022.
La qualité des eaux de baignade et des cours d’eau peut être consultée sur un site dédié géré par les agences de l’eau et l’Agence française pour la biodiversité.

### Climat
Pour des articles plus généraux, voir Climat de la Nouvelle-Aquitaine et Climat de la Dordogne.
Historiquement, la commune est exposée à un climat océanique aquitain.  
En 2020, Météo-France publie une typologie des climats de la France métropolitaine dans laquelle la commune est exposée à un climat océanique altéré et est dans la région climatique  Aquitaine, Gascogne, caractérisée par une pluviométrie abondante au printemps, modérée en automne, un faible ensoleillement au printemps, un été chaud (19,5 °C), des vents faibles, des brouillards fréquents en automne et en hiver et des orages fréquents en été (15 à 20 jours).
Pour la période 1971-2000, la température annuelle moyenne est de 12,5 °C, avec  une amplitude thermique annuelle de 14,9 °C. Le cumul annuel moyen de précipitations est de 897 mm, avec 12,1 jours de précipitations en janvier et 6,8 jours en juillet. Pour la période 1991-2020, la température moyenne annuelle observée sur la station météorologique la plus proche, située sur la commune de Saint-Martin-de-Fressengeas à 5 km à vol d'oiseau, est de 12,4 °C et le cumul annuel moyen de précipitations est de 1 050,4 mm,. Pour l'avenir, les paramètres climatiques de la commune estimés pour 2050 selon différents scénarios d’émission de gaz à effet de serre sont consultables sur un site dédié publié par Météo-France en novembre 2022.

### Milieux naturels et biodiversité

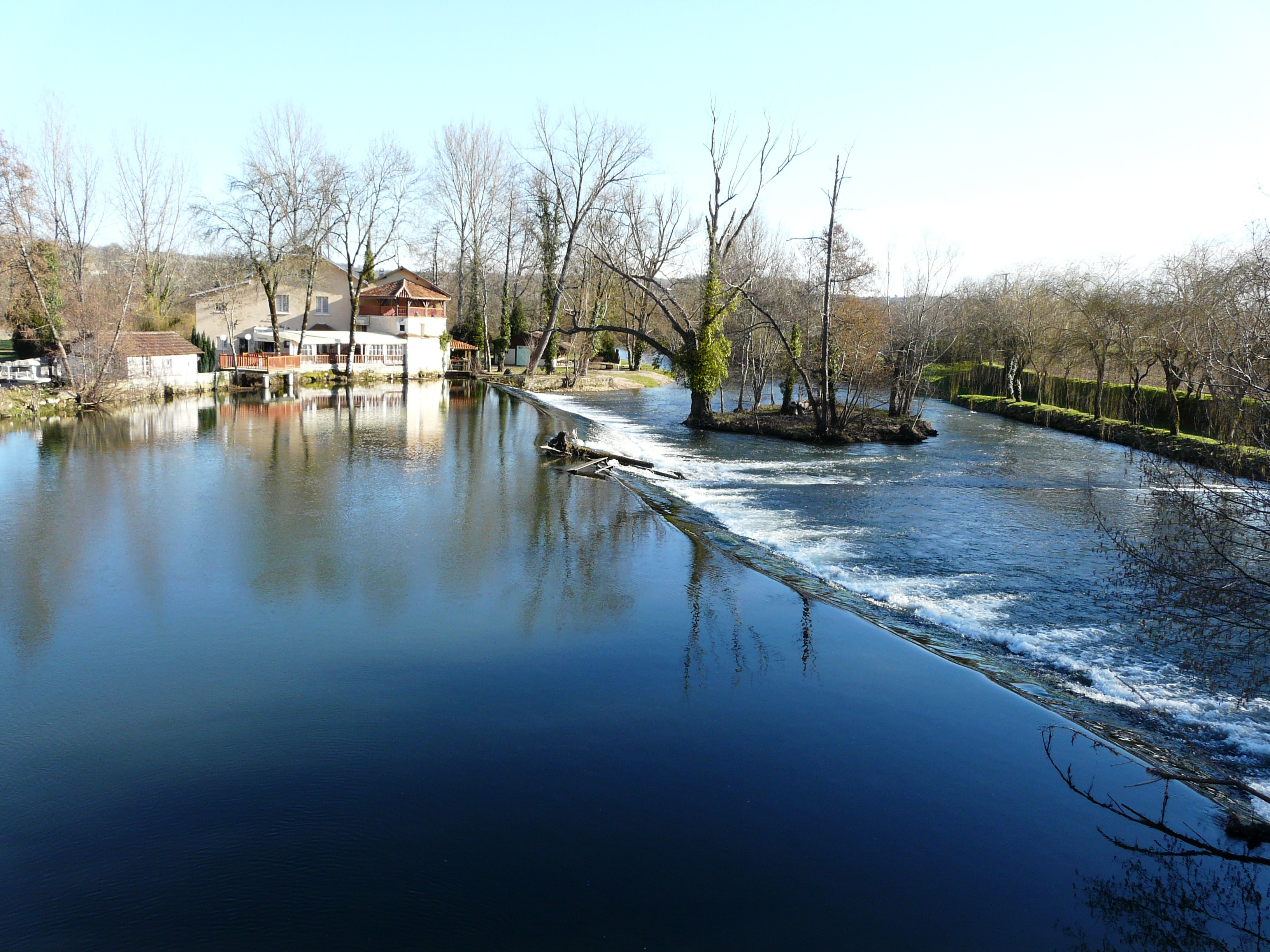
La Dronne au moulin du Pont.

#### Espaces protégés
La protection réglementaire est le mode d’intervention le plus fort pour préserver des espaces naturels remarquables et leur biodiversité associée.
D'après l'INPN, trois aires protégées concernent le territoire communal.
La commune fait partie du bassin de la Dordogne, un territoire d'une superficie de 24 000 km2 reconnu réserve de biosphère par l'UNESCO en juillet 2012 et fait intégralement partie de sa « zone de transition ».

#### Réseau Natura 2000
Le réseau Natura 2000 est un réseau écologique européen de sites naturels d'intérêt écologique élaboré à partir des directives habitats et oiseaux, constitué de zones spéciales de conservation (ZSC) et de zones de protection spéciale (ZPS).
Un site Natura 2000 a été défini sur la commune au titre de la directive habitats : la ZSC « vallée de la Dronne de Brantôme à sa confluence avec l'Isle » qui concerne 38 communes de la Charente, de la Charente-Maritime, de la Dordogne et de la Gironde.
Vingt-deux espèces animales inscrites à l'annexe II de la directive 92/43/CEE y sont présentes, de même qu'une espèce végétale.

#### Zones naturelles d'intérêt écologique, faunistique et floristique
L'inventaire des zones naturelles d'intérêt écologique, faunistique et floristique (ZNIEFF) a pour objectif de réaliser une couverture des zones les plus intéressantes sur le plan écologique, essentiellement dans la perspective d'améliorer la connaissance du patrimoine naturel national et de fournir aux différents décideurs un outil d'aide à la prise en compte de l'environnement dans l'aménagement du territoire.
D'après l'INPN, la commune est concernée par une ZNIEFF de type 2.
Lisle étant bordée par l'Isle, elle fait partie de la ZNIEFF la « vallée de la Dronne de Saint-Pardoux-la-Rivière à sa confluence avec l'Isle » qui concerne 33 communes des départements de la Dordogne et de la Gironde,.
Deux espèces végétales déterminantes et quarante autres espèces végétales y ont été recensées, ainsi que cinq espèces d'Odonates.

## Urbanisme

### Typologie
Au 1er janvier 2024, Lisle est catégorisée commune rurale à habitat dispersé, selon la nouvelle grille communale de densité à 7 niveaux définie par l'Insee en 2022.
Elle est située hors unité urbaine et hors attraction des villes,.

### Occupation des sols
L'occupation des sols de la commune, telle qu'elle ressort de la base de données européenne d’occupation biophysique des sols Corine Land Cover (CLC), est marquée par l'importance des territoires agricoles (73,6 % en 2018), une proportion sensiblement équivalente à celle de 1990 (73,2 %). La répartition détaillée en 2018 est la suivante : 
zones agricoles hétérogènes (48,1 %), forêts (24,2 %), prairies (13,6 %), terres arables (10,1 %), zones urbanisées (2,2 %), cultures permanentes (1,9 %). L'évolution de l’occupation des sols de la commune et de ses infrastructures peut être observée sur les différentes représentations cartographiques du territoire : la carte de Cassini (XVIIIe siècle), la carte d'état-major (1820-1866) et les cartes ou photos aériennes de l'IGN pour la période actuelle (1950 à aujourd'hui).

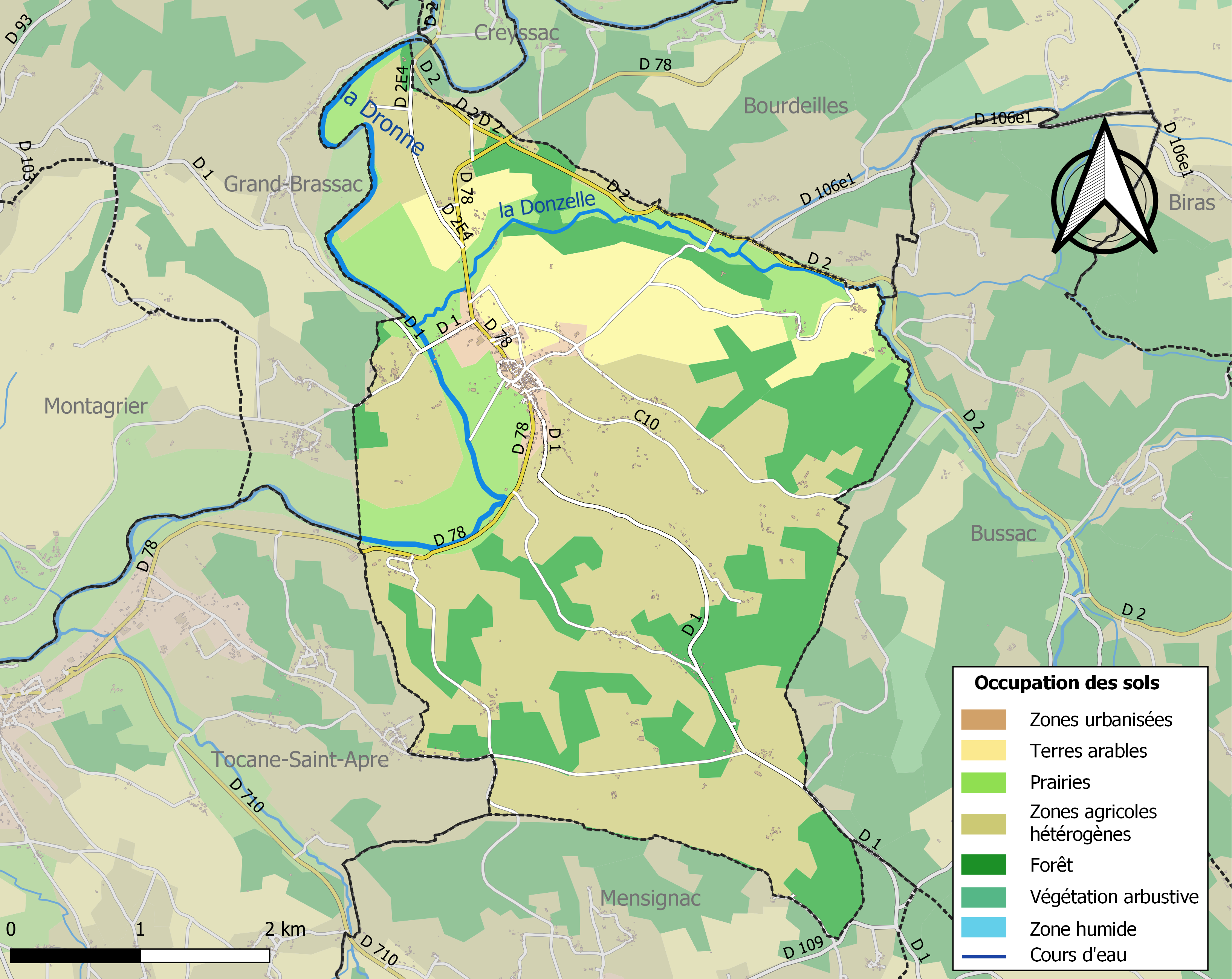
Carte des infrastructures et de l'occupation des sols de la commune en 2018 (CLC).

### Villages, hameaux et lieux-dits
Outre le bourg de Lisle proprement dit, le territoire communal se compose de villages ou de hameaux, ainsi que de lieux-dits :
- la Barrière de Picandine
- Batailler
- la Battellerie
- la Battue
- la Bélaudie
- le Bordiérage
- la Borie
- les Bouquets
- le Bournat
- les Brandes
- les Champs
- Charmonteil
- le Châtenet
- Chez Jassou
- Claud de Gabari
- la Coufénerie
- Croix Rouge
- Dourles
- les Fargeix
- le Fargier
- Figerol
- la Fleyte
- la Gabarre
- Galandou
- la Garde
- les Garennes
- les Garennes de Rochereil
- le Grand Clos
- la Grange Basse
- Grange Neuve
- les Granges
- les Joncs
- Leytassu
- le Maine
- les Marsaloux
- la Martinie
- Maunac
- la Monerie
- le Moulin de Jansou
- le Moulin de la Peyzie
- Moulin du Pont
- le Moulin de Puymorin
- Perdeillotte
- le Petit Bois
- la Peyzie
- Picandine
- la Pierre Plantée
- le Pigeonnier
- les Pissarottes
- Pommiers
- les Pouges
- le Pouyat
- le Pré Barra
- le Puy
- Puymorin
- Puyroty
- le Quérifour
- Rochereil
- la Rochette
- le Roudier
- Rouffelier
- les Rougies
- la Sénédie
- les Sonneries
- les Tarriéras
- le Thouaud
- les Trois Chênes
- le Vénat
- les Vignes
- Zone d’Activités Économiques des Jonctarias.

### Prévention des risques

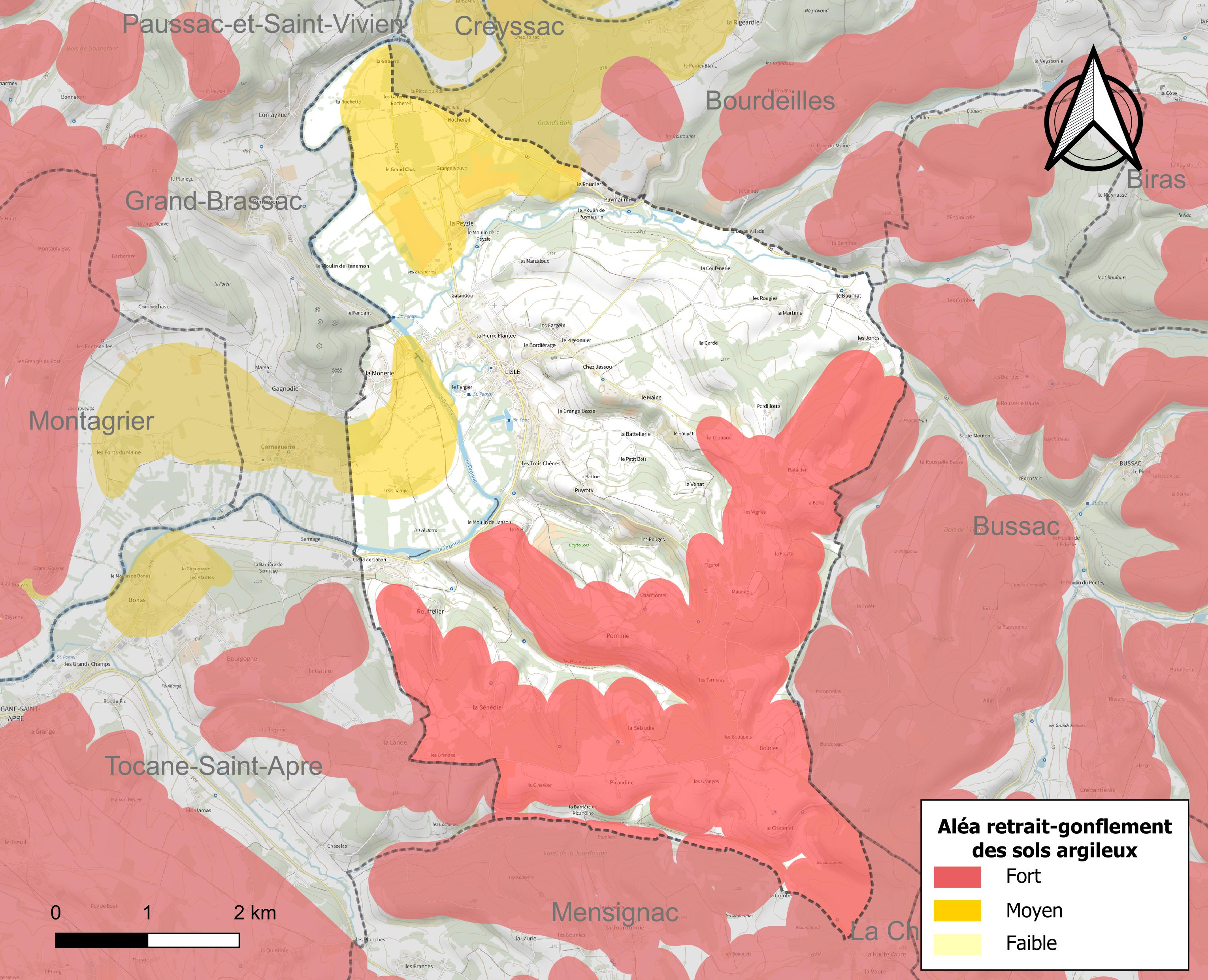
Carte des zones d'aléa retrait-gonflement des sols argileux de Lisle.

Le territoire de la commune de Lisle est vulnérable à différents aléas naturels : météorologiques (tempête, orage, neige, grand froid, canicule ou sécheresse), inondations, feux de forêts, mouvements de terrains et séisme (sismicité très faible). Un site publié par le BRGM permet d'évaluer simplement et rapidement les risques d'un bien localisé soit par son adresse soit par le numéro de sa parcelle.
Certaines parties du territoire communal sont susceptibles d’être affectées par le risque d’inondation par débordement de cours d'eau, notamment la Dronne et la Donzelle. La commune a été reconnue en état de catastrophe naturelle au titre des dommages causés par les inondations et coulées de boue survenues en 1982, 1983, 1988, 1993, 1998, 1999, 2009, 2018 et 2021,. Le risque inondation est pris en compte dans l'aménagement du territoire de la commune par le biais du plan de prévention des risques inondation (PPRI) de la « vallée de la Dronne », couvrant 19 communes et approuvé le 31 janvier 2014, pour les crues de la Dronne,. Les crues de la Dronne, qui traverse ou borde la commune de Lisle du nord-ouest au sud-ouest, peuvent impacter ses rives jusqu'à une largeur pouvant dépasser 550 mètres au lieu-dit le Pré Barra, ainsi que la partie aval de son affluent la Donzelle (sur les 1 500 derniers mètres).
Lisle est exposée au risque de feu de forêt. L’arrêté préfectoral du 14 mars 2013 fixe les conditions de pratique des incinérations et de brûlage dans un objectif de réduire le risque de départs d’incendie. À ce titre, des périodes sont déterminées : interdiction totale du 15 février au 15 mai et du 15 juin au 15 octobre, utilisation réglementée du 16 mai au 14 juin et du 16 octobre au 14 février. En septembre 2020, un plan inter-départemental de protection des forêts contre les incendies (PidPFCI) a été adopté pour la période 2019-2029,.
Les mouvements de terrains susceptibles de se produire sur la commune sont des tassements différentiels. Le retrait-gonflement des sols argileux est susceptible d'engendrer des dommages importants aux bâtiments en cas d’alternance de périodes de sécheresse et de pluie. 50,6 % de la superficie communale est en aléa moyen ou fort (58,6 % au niveau départemental et 48,5 % au niveau national métropolitain). Depuis le 1er octobre 2020, en application de la loi ÉLAN, différentes contraintes s'imposent aux vendeurs, maîtres d'ouvrages ou constructeurs de biens situés dans une zone classée en aléa moyen ou fort,.
La commune a été reconnue en état de catastrophe naturelle au titre des dommages causés par la sécheresse en 1989, 1991, 1995, 2003 et 2011 et par des mouvements de terrain en 1999.

## Toponymie

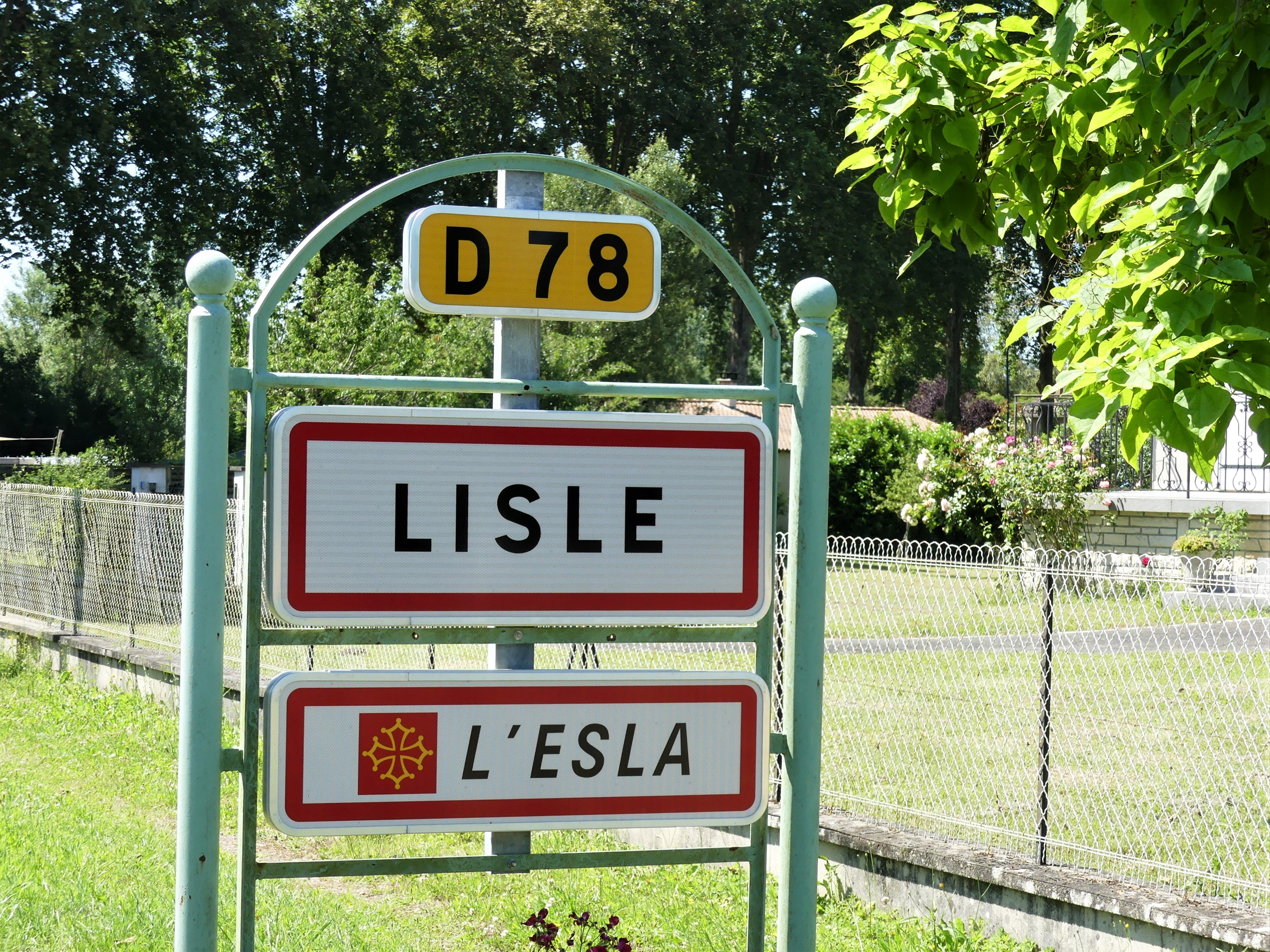
Panneau bilingue d'entrée au bourg, en français et occitan.

La première mention écrite connue du lieu date de l'an 1171 sous les formes Leylla ou Leyla, dans le cartulaire de l'abbaye de Chancelade. Il correspond à l'occitan isla ou ila, dérivé du latin insula et précédé d'un article, qui désignait un groupe de maisons, un « îlot », et n'a donc rien à voir avec la rivière l'Isle.
En occitan, la commune porte le nom de L'Esla,.

## Histoire

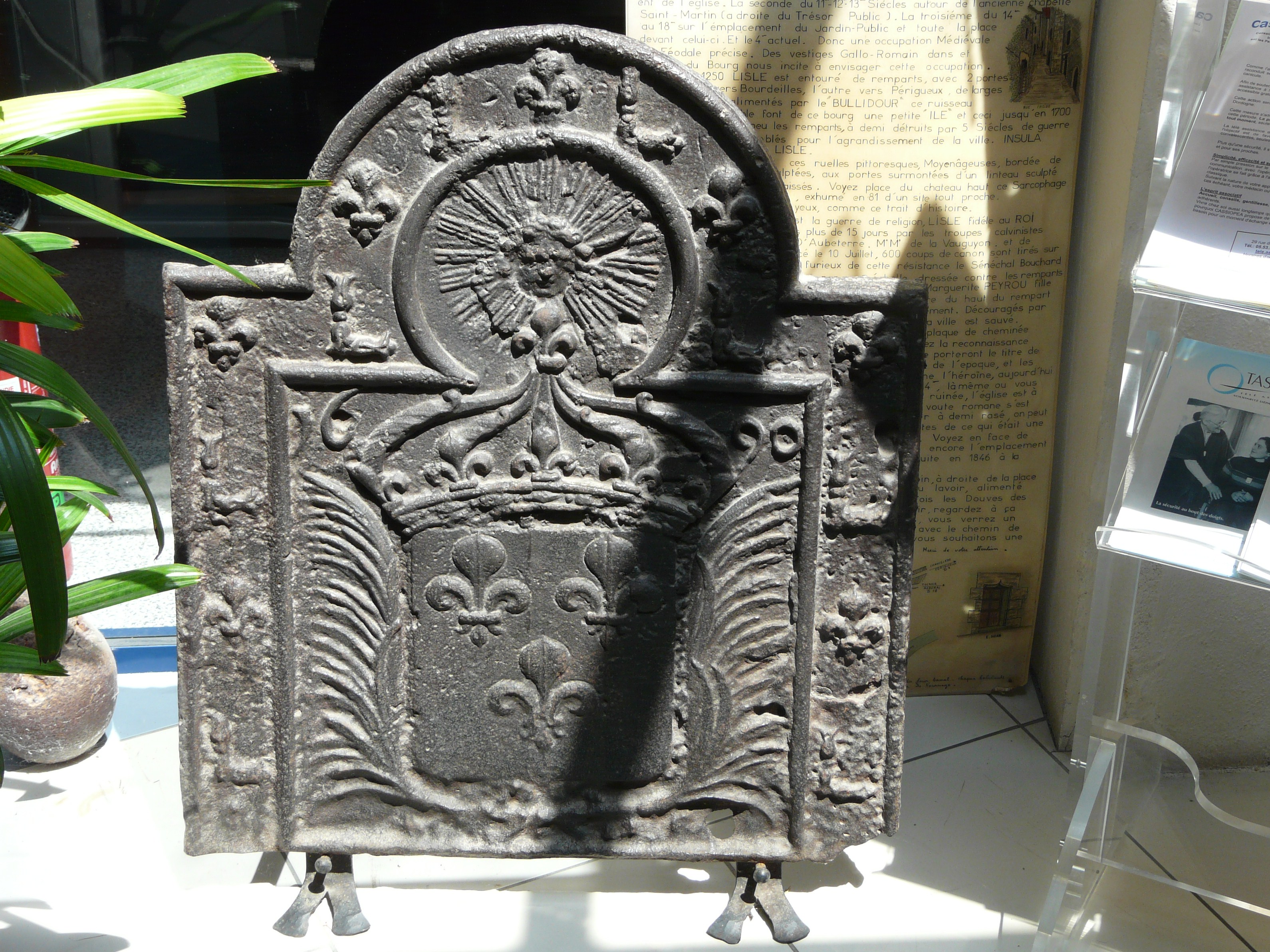
La plaque de cheminée remise à la famille de Marguerite Peyrou.

Le territoire communal a été occupé au Magdalénien — entre environ 17 000 et 14 000 ans avant le présent (AP) — comme l'atteste la grotte de la Peyzie.
Au XIIIe siècle, Lisle dépendait de l'abbaye de Chancelade. En 1309, elle est rattachée à l'autorité du roi de France, Philippe le Bel qui lui octroie une charte de franchises, avalisant notamment « un marché hebdomadaire et une foire annuelle de quatre jours ». C'est une ancienne ville close qui était entourée de remparts.
En 1593, lors des guerres de Religion, la ville est assiégée par une troupe calviniste. Leur chef, le sire d'Aubeterre, est mortellement blessé d'un tir d'arquebuse par Marguerite Peyrou, entraînant la fin du siège. Bien après, pour cet acte, Louis XIV fera remettre à sa famille une plaque de cheminée, datée de 1690, aujourd'hui conservée à la mairie.
Succédant à une ancienne paroisse du diocèse de Périgueux, Lisle fait partie des nombreuses communes créées dans les premières années de la Révolution française.

## Politique et administration

### Rattachements administratifs et électoraux
La commune de Lisle a été rattachée, dès 1790, au canton de Lisle qui dépendait du district de Perigueux. Les districts sont supprimés en 1795 et le canton de Lisle en 1800. La commune est alors rattachée au canton de Brantôme dépendant de l'arrondissement de Périgueux, renommé canton de Brantôme en Périgord en 2020.
Au niveau législatif, la commune est rattachée à la troisième circonscription de la Dordogne.

### Intercommunalité
Le 27 décembre 2002, la commune adhère à la communauté de communes du Val de Dronne. Celle-ci disparait le 31 décembre 2013, remplacée au 1er janvier 2014 par une nouvelle intercommunalité élargie : la communauté de communes du Pays Ribéracois, renommée en 2019 communauté de communes du Périgord Ribéracois.

### Administration municipale
La population de la commune étant comprise entre 500 et 1 499 habitants au recensement de 2017, quinze conseillers municipaux ont été élus en 2020,.

### Liste des maires
| Période                                  | Période           | Identité                         | Étiquette          | Qualité                                    |
| ---------------------------------------- | ----------------- | -------------------------------- | ------------------ | ------------------------------------------ |
| Les données manquantes sont à compléter. |                   |                                  |                    |                                            |
|                                          |                   |                                  |                    |                                            |
| 1865                                     | démission en 1870 | Léonce de Labrousse de la Peyzie |                    |                                            |
| 1874                                     |                   | Léonce de Labrousse de la Peyzie |                    |                                            |
| 1876                                     |                   | Léonce de Labrousse de la Peyzie |                    |                                            |
| (1914 ou avant)                          | décembre 1919     | Félix Callandreau                |                    |                                            |
| décembre 1919                            | mai 1925          | Édouard Crames                   |                    |                                            |
| mai 1925                                 | février 1948      | Jean Jules Cruveiller            | Radical socialiste | Ingénieur agricole                         |
| février 1948                             | mars 1948         | Pierre Abel Biras                |                    | Premier adjoint faisant fonctions de maire |
| mars 1948                                | avril 1977        | Antoine Cruveiller               |                    | Ingénieur TPE                              |
| juin 1977                                | mars 1989         | Michel Lacour                    |                    | Boulanger-pâtissier                        |
| mars 1989                                | mars 2001         | Jean-Jacques Villepontoux        |                    | Agriculteur                                |
| mars 2001                                | avril 2001        | Pierre Casamayou                 |                    |                                            |
| juin 2001 (réélu en mai 2020)            | En cours          | Joël Constant                    | SE                 | Professeur                                 |

## Équipements et services publics

### Enseignement
En 2023, Lisle dispose d'une école maternelle et d'une école primaire.

### Santé
En 2025, un espace de santé rural installé au bourg de Lisle regroupe un médecin généraliste, trois infirmières, un dentiste, quatre kinésithérapeutes, une pédicure-podologue, une psychologue, une psychomotricienne et une sage-femme.

### Justice
En 2025, dans le domaine judiciaire, Lisle relève : 
- du tribunal judiciaire, du tribunal pour enfants, du conseil de prud'hommes et du tribunal de commerce de Périgueux ;
- du pôle Nationalité du tribunal judiciaire de Périgueux (compétent uniquement dans le domaine de la nationalité) ;
- de la cour d'appel, du tribunal administratif et de la  cour administrative d'appel de Bordeaux.

## Population et société

### Démographie
Les habitants de Lisle se nomment les Lislois.
L'évolution du nombre d'habitants est connue à travers les recensements de la population effectués dans la commune depuis 1793. Pour les communes de moins de 10 000 habitants, une enquête de recensement portant sur toute la population est réalisée tous les cinq ans, les populations de référence des années intermédiaires étant quant à elles estimées par interpolation ou extrapolation. Pour la commune, le premier recensement exhaustif entrant dans le cadre du nouveau dispositif a été réalisé en 2008.

En 2022, la commune comptait 873 habitants, en évolution de −0,91 % par rapport à 2016 (Dordogne : +0,37 %, France hors Mayotte : +2,11 %).
| 1793  | 1800 | 1806  | 1821  | 1831  | 1836  | 1841  | 1846  | 1851  |
| ----- | ---- | ----- | ----- | ----- | ----- | ----- | ----- | ----- |
| 1 221 | 965  | 1 108 | 1 147 | 1 272 | 1 254 | 1 217 | 1 319 | 1 220 |

| 1856  | 1861  | 1866  | 1872  | 1876  | 1881  | 1886  | 1891  | 1896  |
| ----- | ----- | ----- | ----- | ----- | ----- | ----- | ----- | ----- |
| 1 303 | 1 202 | 1 235 | 1 187 | 1 203 | 1 222 | 1 265 | 1 255 | 1 186 |

| 1901  | 1906  | 1911  | 1921  | 1926  | 1931  | 1936  | 1946  | 1954  |
| ----- | ----- | ----- | ----- | ----- | ----- | ----- | ----- | ----- |
| 1 132 | 1 174 | 1 148 | 1 056 | 1 040 | 1 054 | 1 047 | 1 045 | 1 013 |

| 1962 | 1968 | 1975 | 1982 | 1990 | 1999 | 2006 | 2008 | 2013 |
| ---- | ---- | ---- | ---- | ---- | ---- | ---- | ---- | ---- |
| 967  | 990  | 934  | 917  | 946  | 909  | 920  | 924  | 896  |

| 2018 | 2022 | - | - | - | - | - | - | - |
| ---- | ---- | - | - | - | - | - | - | - |
| 836  | 873  | - | - | - | - | - | - | - |

### Manifestations culturelles et festivités
- Fête de la Saint-Roch, sur quatre jours, autour du 16 août[70].

## Économie

### Emploi
En 2022, parmi la population communale comprise entre 15 et 64 ans, les actifs représentent 374 personnes, soit 42,8 % de la population municipale. Le nombre de chômeurs (41) est resté stable par rapport à 2016 et le taux de chômage de cette population active s'établit à 10,9 %.

### Activités hors agriculture
83 établissements marchands non agricoles sont économiquement actifs en 2022 à Lisle,.
| Secteur d'activité                                                                                        | Commune | Commune | Département |
| Secteur d'activité                                                                                        | Nombre  | %       | %           |
| --- | ------- | ------- | ----------- |
| Ensemble                                                                                                  | 83      | 100 %   | (100 %)     |
| Industrie manufacturière, industries extractives et autres                                                | 3       | 3,6 %   | (8,5 %)     |
| Construction                                                                                              | 12      | 14,5 %  | (13,1 %)    |
| Commerce de gros et de détail, transports, hébergement et restauration                                    | 23      | 27,7 %  | (27,6 %)    |
| Information et communication                                                                              | 2       | 2,4 %   | (1,9 %)     |
| Activités financières et d'assurance                                                                      | 1       | 1,2 %   | (3,7 %)     |
| Activités immobilières                                                                                    | 0       | 0,0 %   | (6,5 %)     |
| Activités spécialisées, scientifiques et techniques et activités de services administratifs et de soutien | 15      | 18,1 %  | (15,5 %)    |
| Administration publique, enseignement, santé humaine et action sociale                                    | 14      | 16,9 %  | (12,7 %)    |
| Autres activités de services                                                                              | 13      | 15,7 %  | (10,5 %)    |

Le secteur du commerce de gros et de détail, des transports, de l'hébergement et de la restauration est prépondérant sur la commune puisqu'il représente 27,7 % du nombre total d'établissements de la commune (23 sur les 83 établissements implantés à Lisle), contre 27,6 % au niveau départemental.

### Agriculture
La commune est dans le « Périgord blanc », une petite région agricole dans le département de la Dordogne. En 2020, l'orientation technico-économique de l'agriculture sur la commune est la polyculture et/ou le polyélevage. 
|               | 1988 | 2000 | 2010 | 2020 |
| ------------- | ---- | ---- | ---- | ---- |
| Exploitations | 34   | 21   | 14   | 10   |
| SAU (ha)      | 980  | 876  | 588  | 848  |

Le nombre d'exploitations agricoles en activité et ayant leur siège dans la commune est passé de 34 lors du recensement agricole de 1988 à 21 en 2000 puis à 14 en 2010 et enfin à 10 en 2020, soit une baisse de 71 % en 32 ans. Le même mouvement est observé à l'échelle du département qui a perdu pendant cette période 60 % de ses exploitations (passant de 15 825 à 6 330),. La surface agricole utilisée sur la commune a également diminué, passant de 980 ha en 1988 à 848 ha en 2020. Parallèlement la surface agricole utilisée moyenne par exploitation a augmenté, passant de 29 à 85 ha.

## Culture locale et patrimoine

### Lieux et monuments

#### Patrimoine civil
- Château-Bas, XVIe siècle[78].
- Château-Haut, de style Renaissance construit au XVIe siècle sur les vestiges d'un précédent château fort remontant au XIIe siècle ; il est partiellement inscrit au titre des monuments historiques depuis 1942 pour un escalier monumental en pierre[79],[80].
- Manoir de la Peyzie, ancienne habitation de la famille de Labrousse de la Peyzie, XIXe siècle[81].
- Manoir de la Rochette, ancienne propriété de la famille des de Fourtou, XVIIIe siècle[82].
- Halle du XIXe siècle[83].
- Plusieurs moulins ont été établis sur la Dronne (moulin du Pont[84], moulin de Jansou[85], moulin de Rouffelier[86]) et sur la Donzelle (moulin de Puymorin[Carte 13], moulin de la Peyzie[Carte 14]).

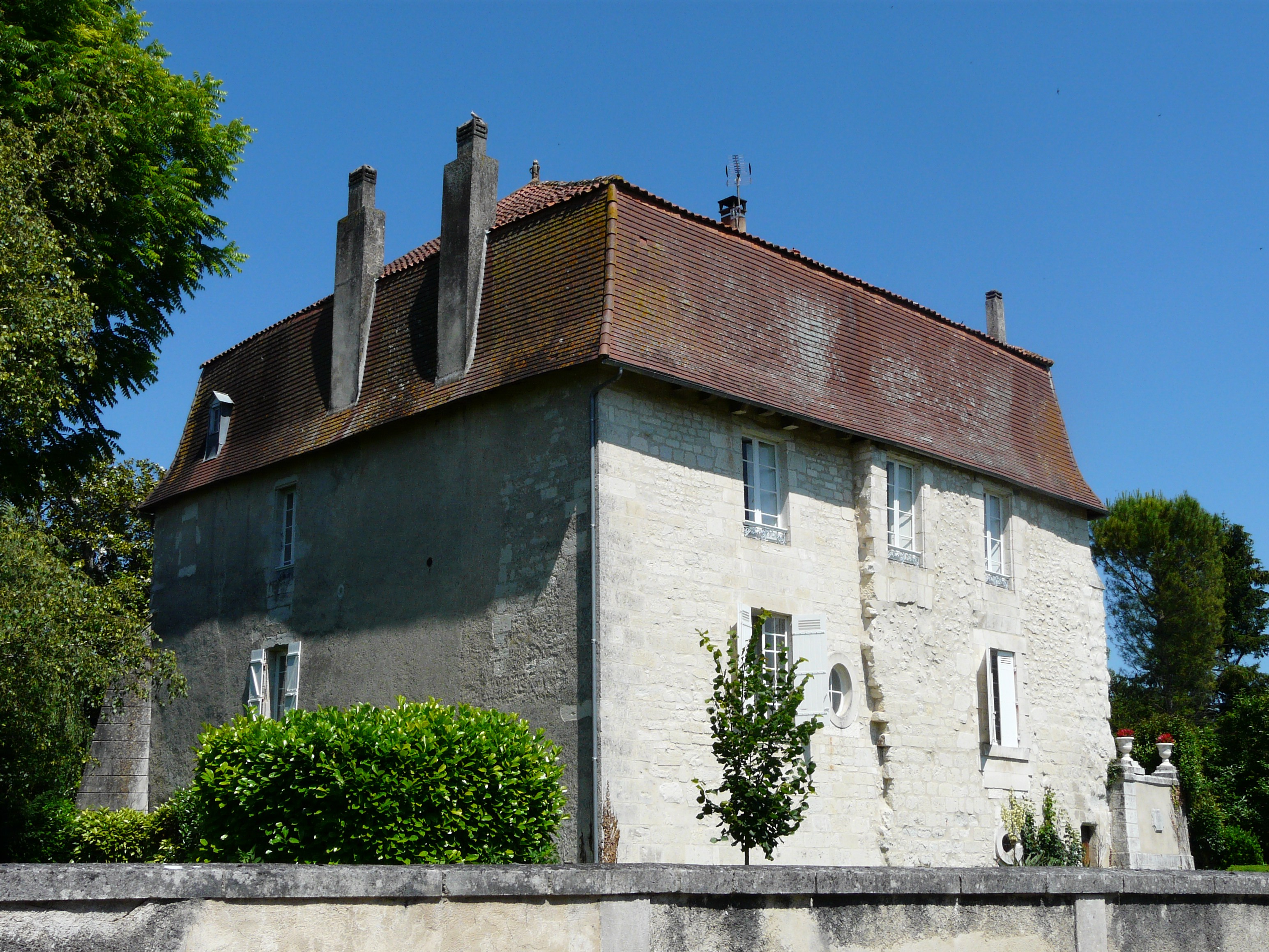
Le château-Bas.
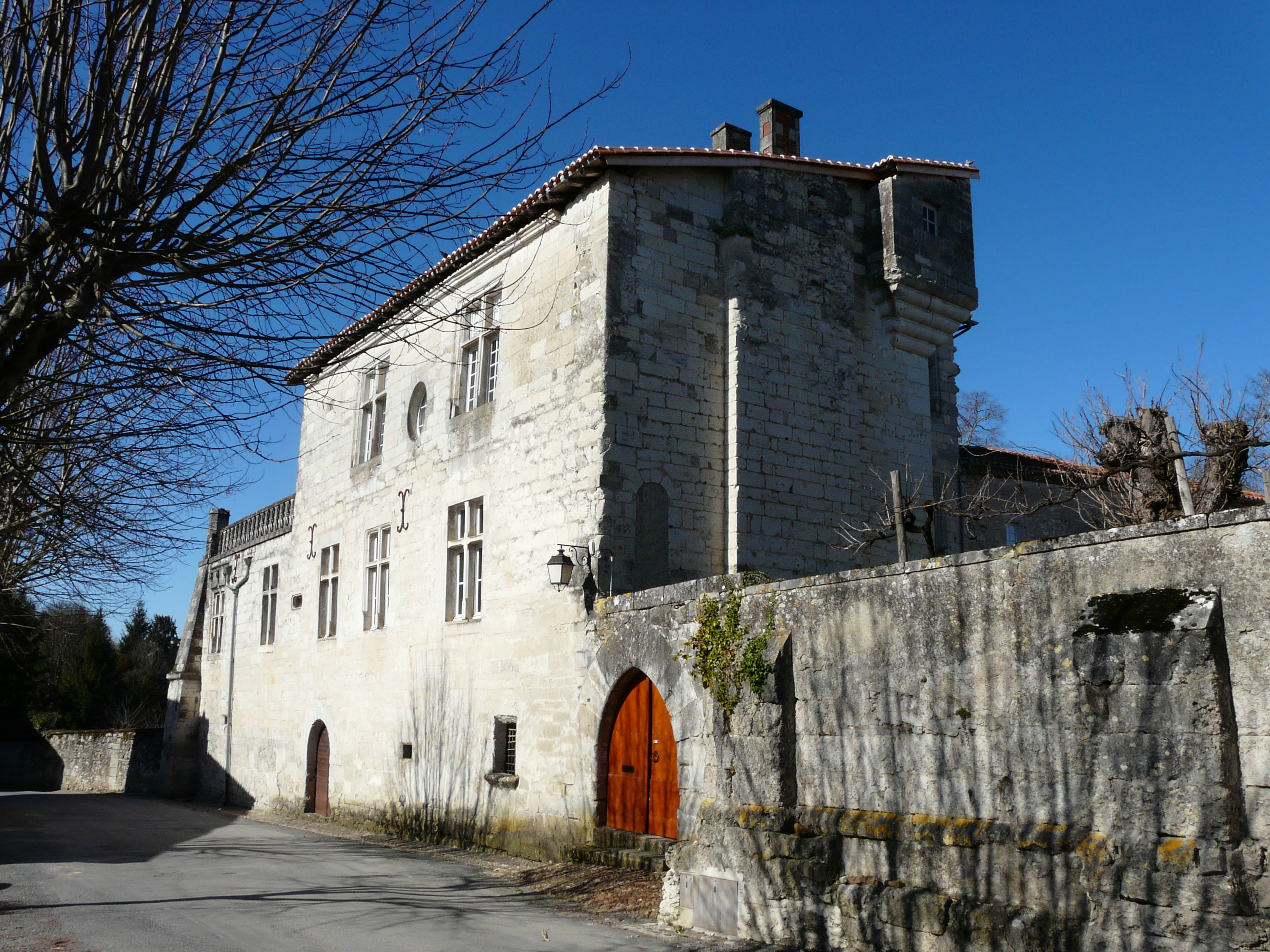
Le château-Haut.
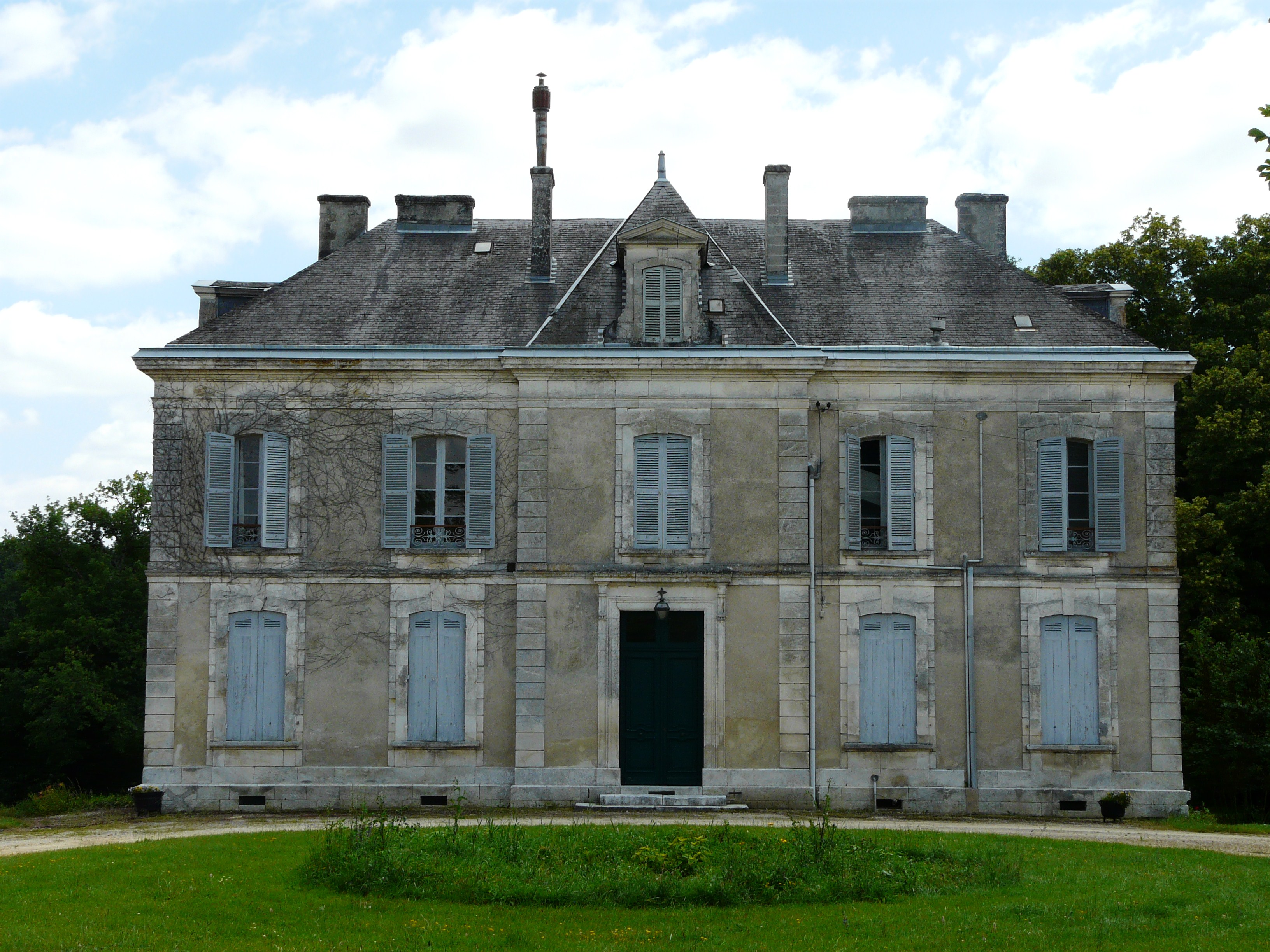
Le manoir de la Peyzie.
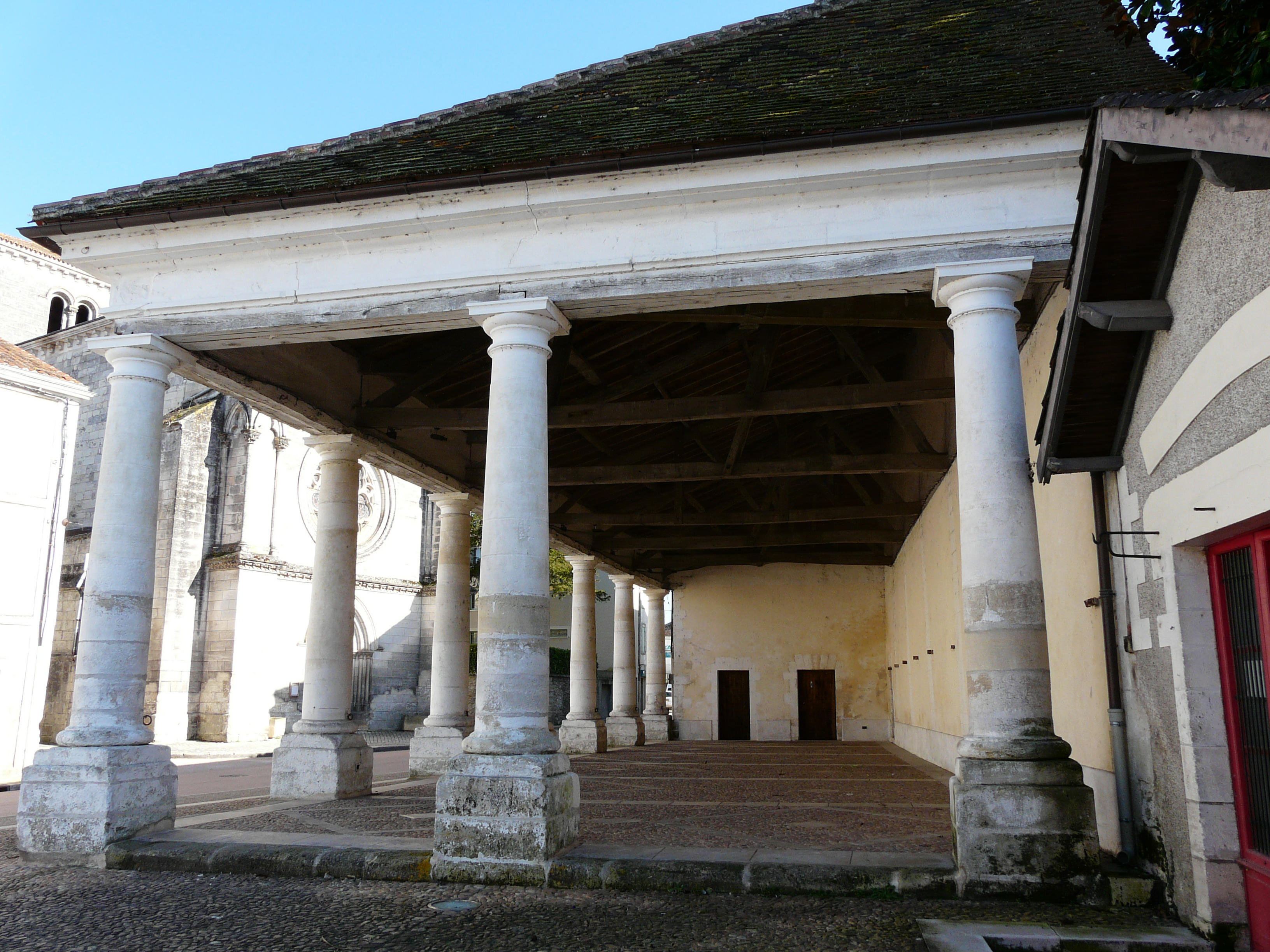
La halle.
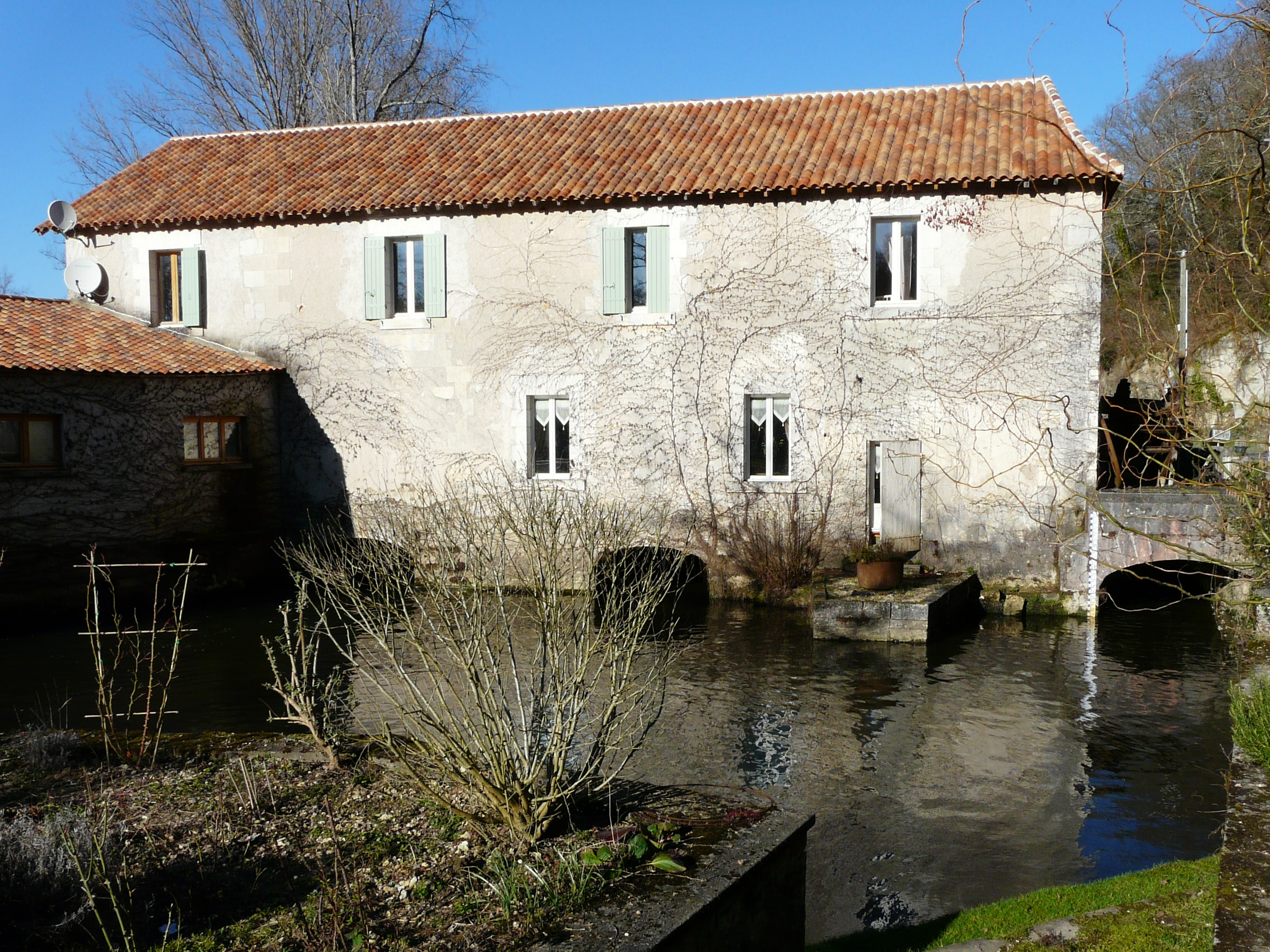
Le moulin de Jansou sur la Dronne.
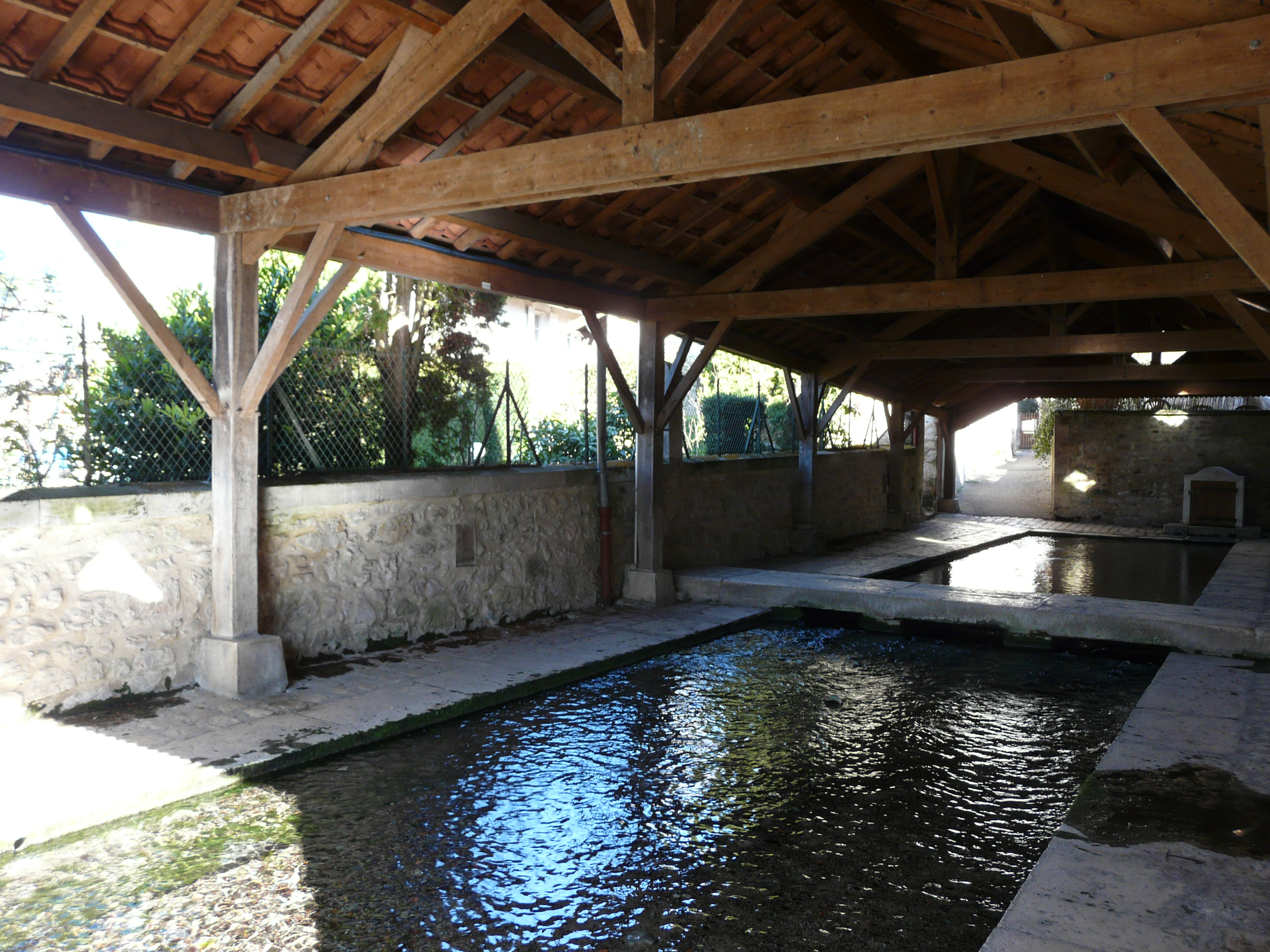
Le lavoir du Bullidour.

#### Patrimoine religieux
- Église Saint-Martin (Ecclesia S. Martini de Leila ou Insula).

Le chœur date de la fin du XIIe siècle et la nef fut revoûtée au XVIe siècle. L'abside fut surélevée pendant les guerres de Religion.
Un clocher moderne, placé sur l'avant-chœur, a remplacé le clocher carré roman qui existait encore en 1879.
Le chœur roman est voûté d'une coupole sur pendentifs. Les grands arcs brisés épousent la courbure des pendentifs et retombent sur des piles à angles vifs. L'abside est voûtée (réfection moderne) d'un cul-de-four et ornée intérieurement de sept arcs d'applique plein cintre retombant sur des colonnettes à bases moulurées d'un cavet entre deux tores (moulures rondes semi-cylindriques), et à chapiteaux élancés, sculptés d'entrelacs de feuillages[réf. nécessaire]. On y trouve comme mobilier un retable de bois sculpté du XVIIe siècle (3,5 × 2 m) figurant l'Adoration des mages entre un évêque et saint Joseph.
Après un premier classement du chœur et de l'abside au titre des monuments historiques en 1908, l'église est classée en intégralité depuis 2005,.

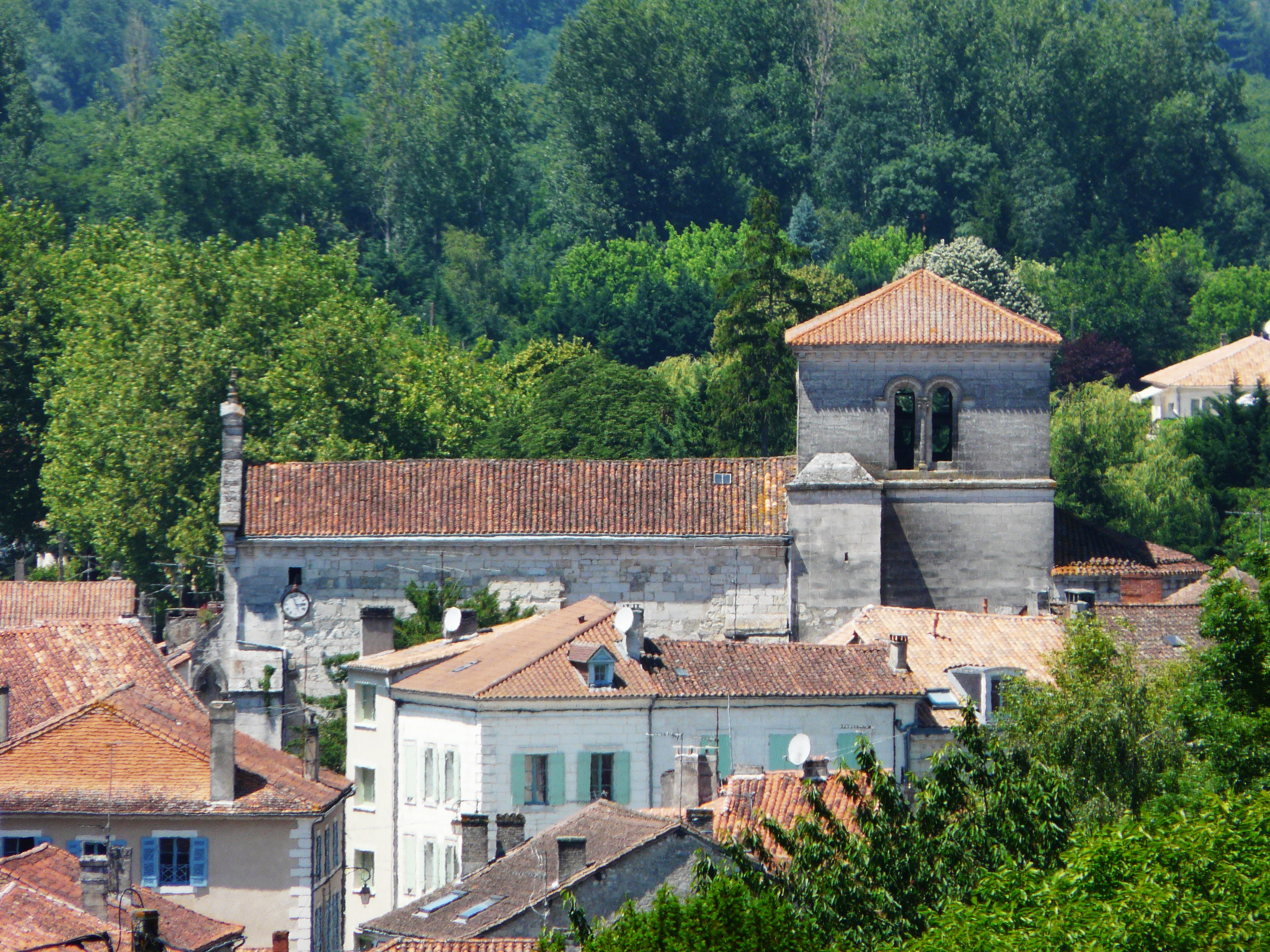
L'église Saint-Martin.
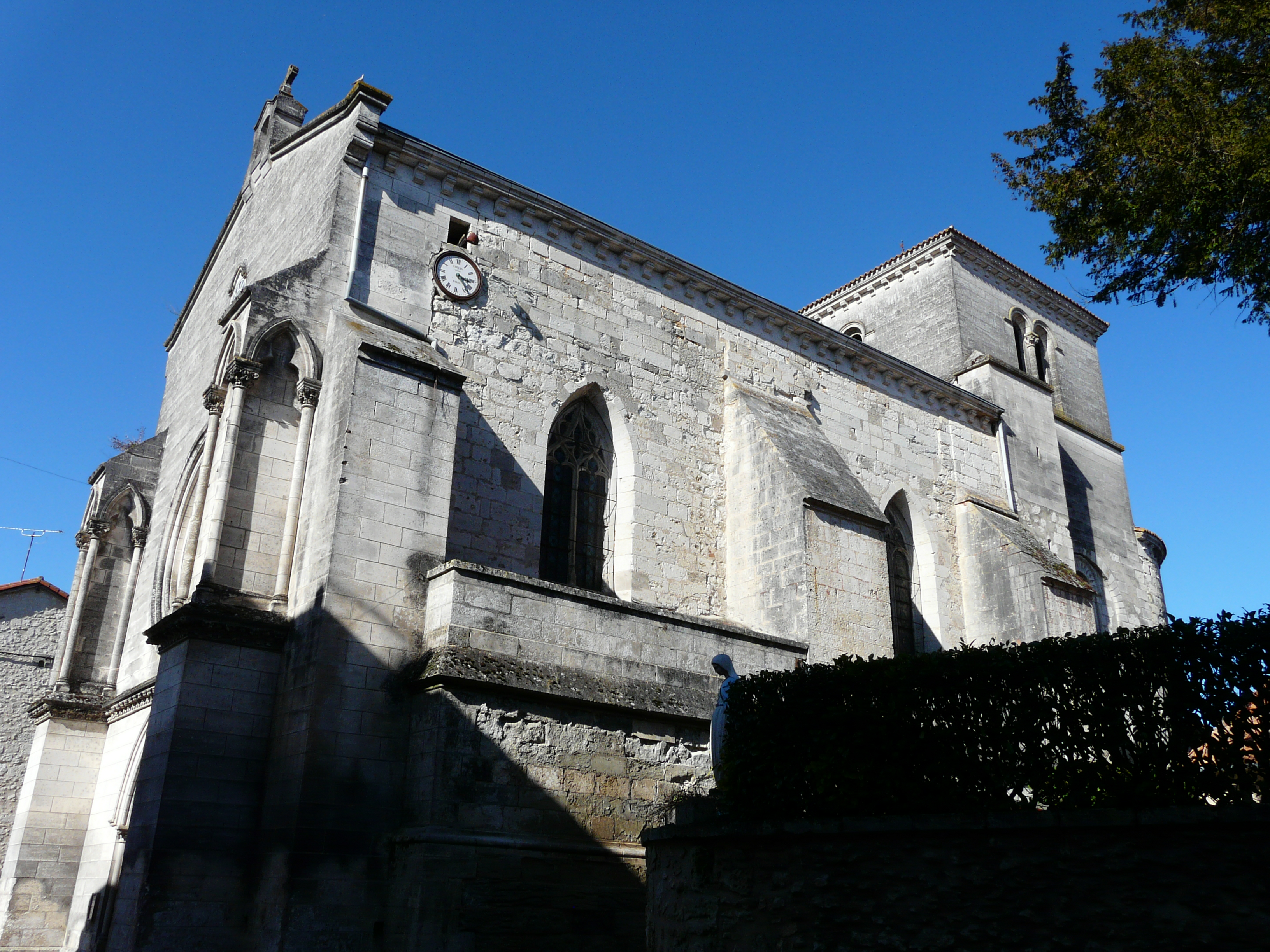
Sa façade sud-est.
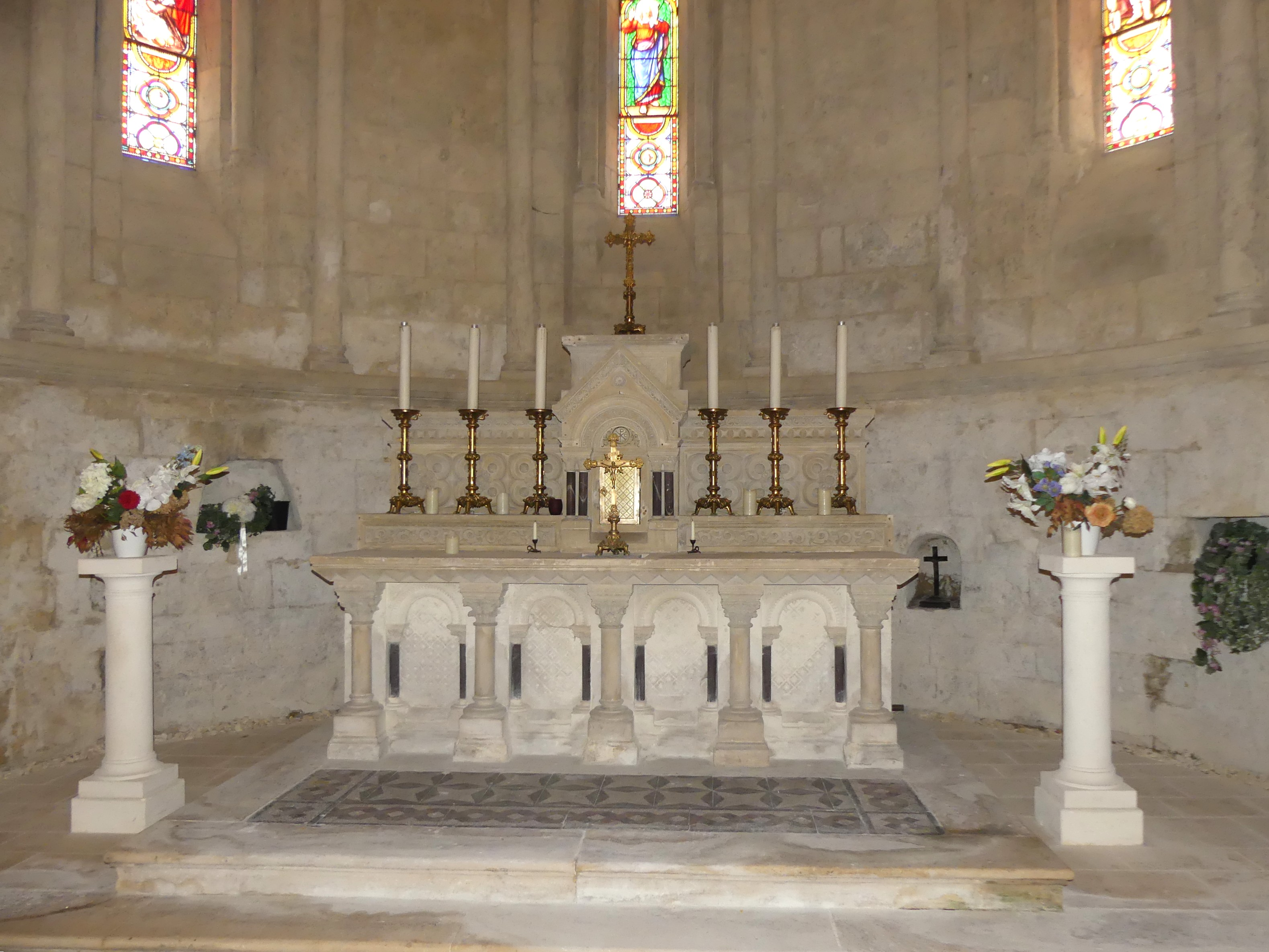
Le maître-autel.
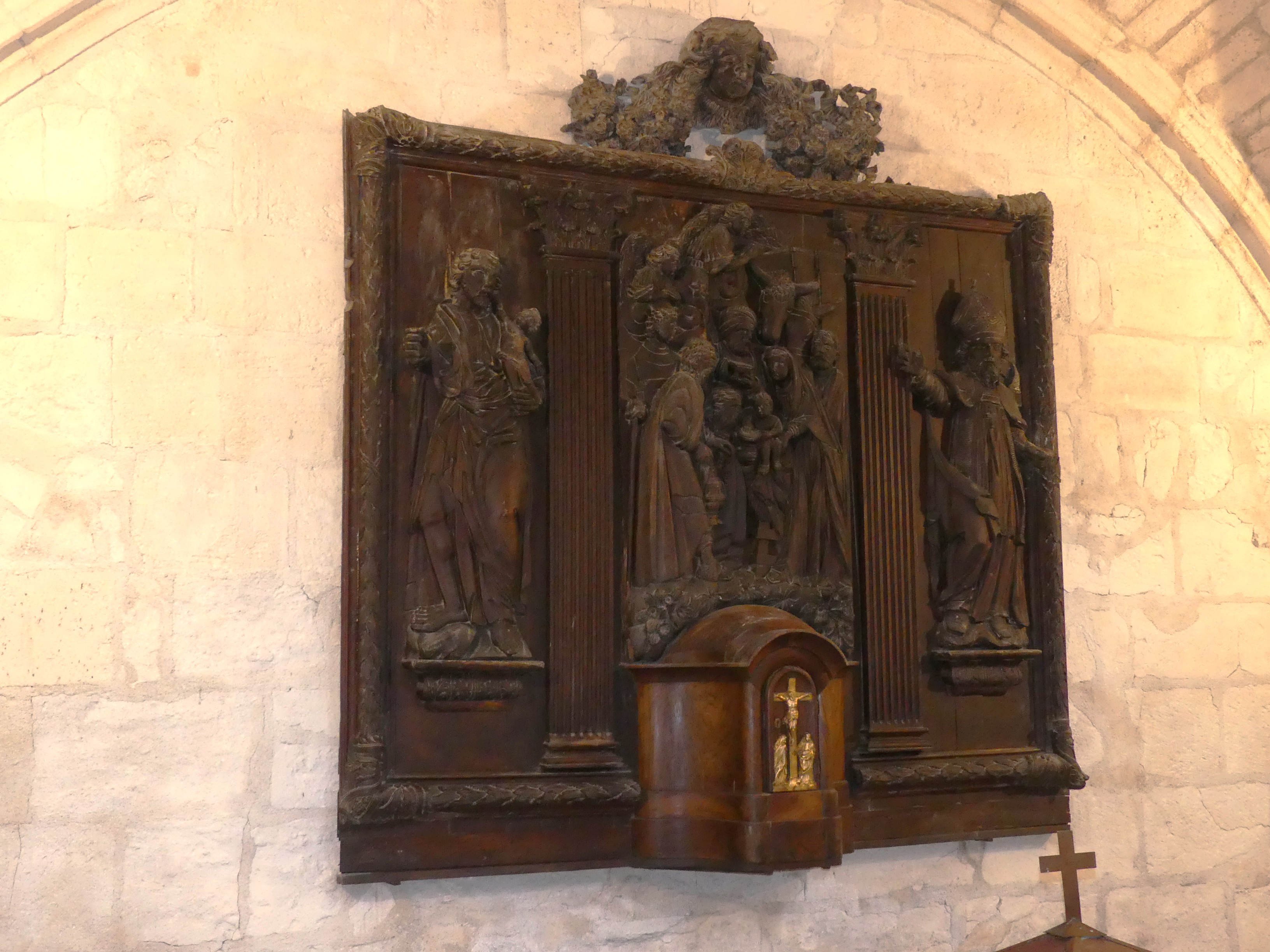
Le retable du XVIIe siècle.
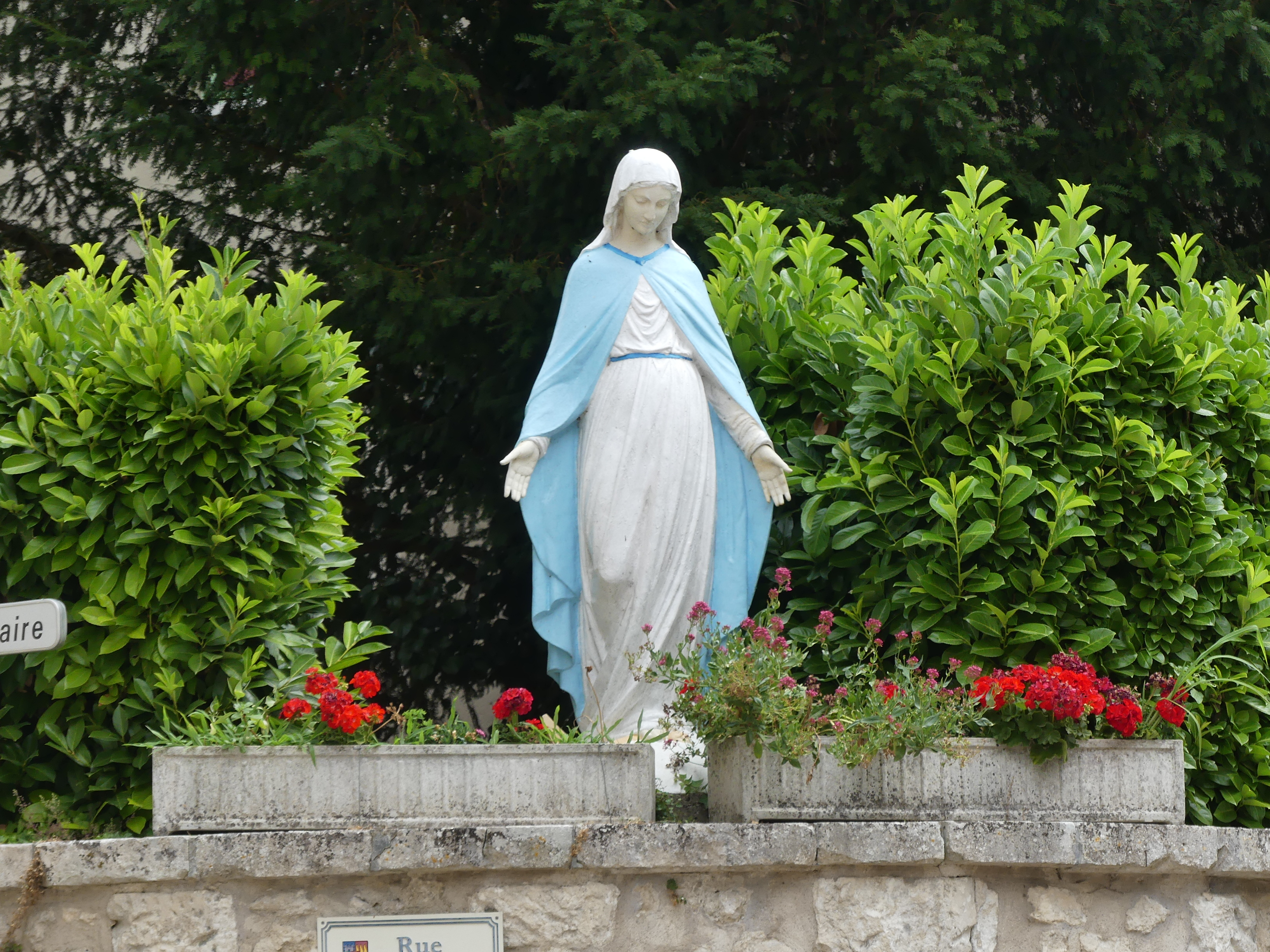
Statue représentant l'Immaculée Conception, à côté de l'église.
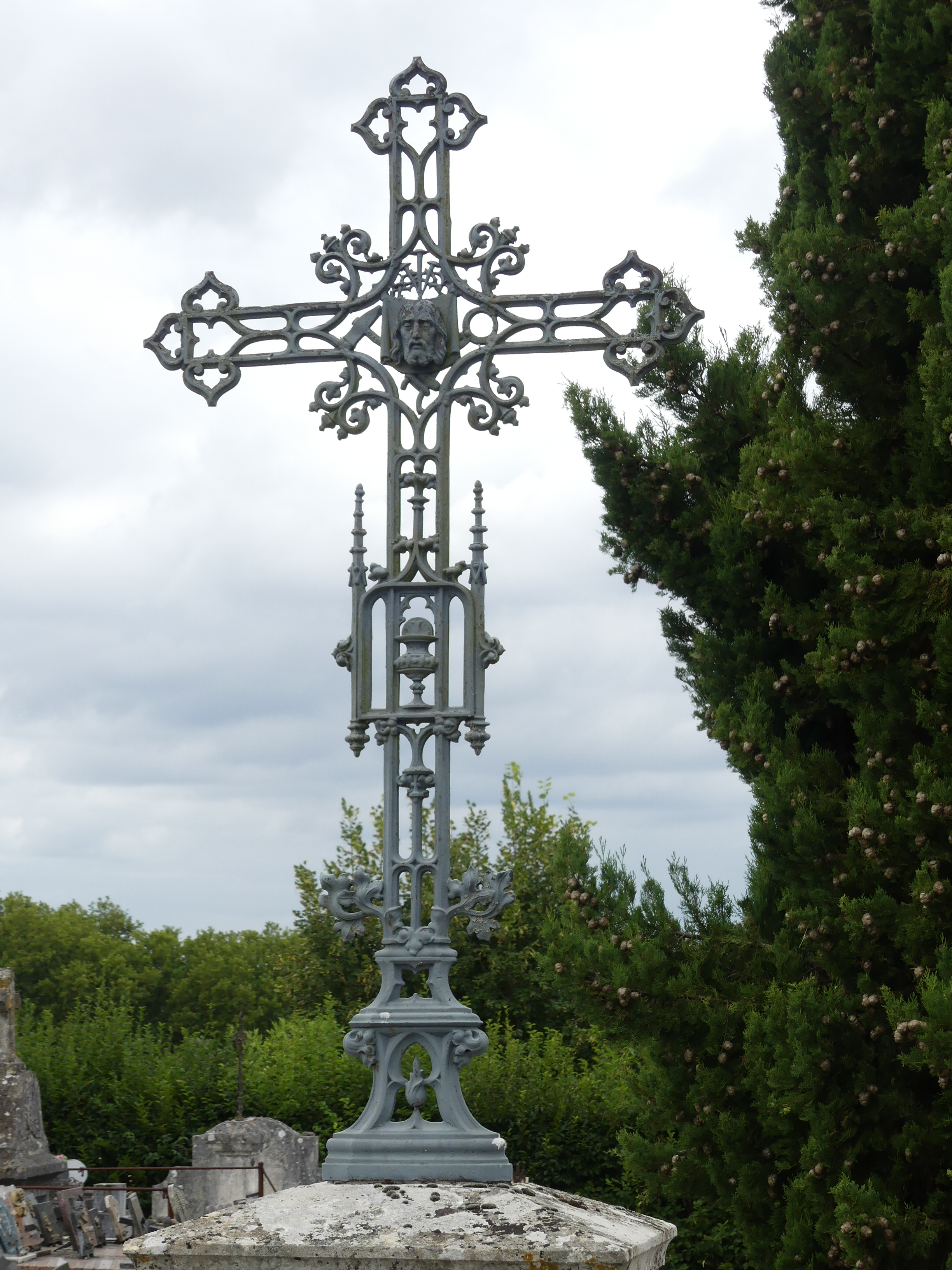
La croix principale du cimetière.

### Personnalités liées à la commune
- Philibert de Fumel de Montségur (1742-1803), militaire et homme politique originaire de Lisle, député de la noblesse d'Agen aux États généraux de 1789[92].
- Jean de Labrousse de la Peyzie (1761-1825), né à la Peyzie, à Lisle ; écuyer, admis aux Gardes du corps du roi le 2 avril 1780 à la compagnie de Villeroy[93]. Chevalier de Saint Louis en 1815[93], « nommé au grade honorifique de colonel »[93], décédé le 24 mai 1825[réf. nécessaire].
- Joseph Guillaume Camille Baurac, né le 8 avril 1859 à Lisle[94] - décédé le 20 décembre 1899 à Saïgon (Cochinchine)[réf. nécessaire], médecin de première classe des colonies[94] en Indochine. Baurac est l'auteur de nombreux articles[94] et de deux ouvrages, dont La Cochinchine et ses habitants[95].

### Héraldique
Pour un article plus général, voir Armorial des communes de la Dordogne.
| Blason de Lisle | Blason  | Écartelé : au 1er d'azur au château donjonné de trois tours d'argent, celle du milieu plus haute, ajouré et maçonné de sable, terrassé de sinople et accompagné de six fleurs de lis d'or, deux en chef et deux sur chaque flanc, au 2e de gueules à trois pointes flammées d'or, au 3e de gueules à deux pattes de griffon d'argent rangées en pal, au 4e d'azur à deux tours couvertes et girouettées d'argent, ouvertes et maçonnées de sable, jointes par un entre-mur d'argent, ouvert du champ et maçonné de sable ; à la fasce d'argent, chargée de deux sources jaillissantes de six jets d'azur, brochant sur la partition ; sur le tout, de gueules à la cloche d'or. |
| Blason de Lisle | Détails | Le statut officiel du blason reste à déterminer. |

## Pour approfondir